# Euryops acraeus
Euryops acraeus là một loài thực vật có hoa trong họ Cúc. Loài này được M.D.Hend. mô tả khoa học đầu tiên năm 1961.